# Station Vienne (Isère)
Station Vienne is een spoorwegstation in de Franse gemeente Vienne.